# Tatsuya Ito
Tatsuya Ito (伊藤 達哉, 26 de juny de 1997) és un futbolista japonès. Va formar part de l'equip japonès a la Copa Amèrica de 2019.